# Amboasary
Amboasary – miasto w południowym Madagaskarze, w prowincji Toliara. Według szacunków na 2008 rok liczy 37 328 mieszkańców.